# Izraelska Partia Pracy
Izraelska Partia Pracy (hebr.: מפלגת העבודה הישראלית, Mifleget Ha-Awoda Ha-Jisra’elitⓘ, również Awoda, hebr. עבודה) – centrolewicowa, syjonistyczna partia polityczna w Izraelu.
Dominująca w izraelskim systemie politycznym w latach 1948–1977, potem rządząca (jako główna część koalicji) na przemian z Likudem. Szczególnie silnie związana z izraelską centralą związkową Histadrut i ruchem kibucowym, uznawana za ugrupowanie tzw. „gołębie”, opowiadające się za rozmowami z Palestyńczykami.
W latach 1999–2009 w stałym sojuszu z lewicową syjonistyczną partia religijną Meimad – na mocy porozumienia zawartego z jej kierownictwem, otrzymywała ona 10. miejsce na liście wyborczej Partii Pracy.
Jest członkiem Międzynarodówki Socjalistycznej i członkiem-obserwatorem Partii Europejskich Socjalistów. Młodzieżową organizacją partyjną Partii Pracy jest Miszmeret Tse’irah szel Mifleget Ha-Awoda.

## Historia

### Powstanie partii i Koalicja Pracy
Okoliczności powstania Izraelskiej Partii Pracy to wydarzenia, które miały miejsce na krótko przed wyborami do Knesetu w 1965 roku, kiedy to Mapai, największa lewicowa partia polityczna w kraju, utworzyła sojusz z inną lewicową formacją, Achdut ha-Awoda. Porozumienie to zawarto ze względu na to, że Mapai chciała wzmocnić się po odejściu ośmiu członków parlamentu (pięciu z parlamentarnej frakcji Mapai) pod przewodnictwem Dawida Ben Guriona do nowo utworzonej partii – Rafi. Zaprotestowali w ten sposób przeciwko niepowodzeniu w realizacji planów zmiany systemu wyborczego w Izraelu.
Sojusz ten, nazywany Koalicją Pracy (Ma’arach) otrzymał w wyniku wyborów 45 miejsc w parlamencie i był w stanie utworzyć rząd z Narodową Partią Religijną, Mapam, Niezależnymi Liberałami i innymi, mniejszymi partiami. Gdy wybuchła wojna sześciodniowa, do koalicji rządowej weszły także Rafi i Gahal.
W 1968 roku Mapam i Rafi oficjalnie weszły w skład Koalicji Pracy (choć Ben Gurion zrezygnował z członkostwa w Rafi i utworzył w geście protestu nowe ugrupowanie, Listę Państwową). Pomimo tego, że Mapam zachowała autonomię wewnątrz tego sojuszu, to Mapai, Achdut ha-Awoda i Rafi zdecydowały się 23 stycznia 1968 r. na połączenie w jedną organizację partyjną – Izraelską Partię Pracy. Jedyny raz w historii Izraela pojedyncza partia miała większość parlamentarną (45 miejsc + 10 miejsc Rafi + 8 miejsc Mapam = 63 miejsca w 120-osobowym parlamencie). Jako największa frakcja w Ma’arach, Partia Pracy wkrótce zdominowała Koalicję. Mapam opuściła ten sojusz w czasie kadencji ósmego Knesetu (1973–1977), ale wkrótce potem ponownie się do niej przyłączyła. Później znów z niej wyszła, w czasie kadencji dziewiątego Knesetu (1977–1981), w proteście wobec decyzji Szimona Peresa, który w 1984 r. utworzył Rząd Jedności Narodowej z prawicowym Likudem. W latach 80. w skład Koalicji Pracy weszli również Niezależni Liberałowie, którzy jednak w tym czasie nie posiadali swojej reprezentacji parlamentarnej.

### Przełom wieków
Tuż przed wyborami w 1992 roku, Ma’arach przestał istnieć, a wszystkie jego frakcje weszły w skład Partii Pracy. Pod przewodnictwem Icchaka Rabina, ugrupowanie to wygrało wybory i stworzyło rząd. Decyzja Rabina, by rozpocząć rozmowy pokojowe z Palestyńczykami i podpisanie porozumień z Oslo, doprowadziło 4 listopada 1995 r. do zabójstwa premiera popełnionego przez prawicowego żydowskiego fanatyka Jigala Amira. Peres zdecydował się na urządzenie przedterminowych wyborów w 1996 roku, co miało dać mu mandat społecznego zaufania dla kontynuowania procesu pokojowego. Jednak ten plan nie został zrealizowany, pomimo tego, że Patia Pracy uzyskała największą liczbę miejsc w parlamencie, przegrała w bezpośrednich wyborach premiera. Peresa pokonał Binjamin Netanjahu (powodem tego był spadek popularności dotychczasowego szefa rządu wywołany serią ataków bombowych Hamasu). Dzięki temu to Netanjahu i Likud rozpoczęli tworzenie rządu.
Po rozpadzie prawicowej koalicji, Netanjahu zadecydował o wcześniejszych wyborach w 1999 roku. Ehud Barak zwyciężył w wewnątrzpartyjnych wyborach na lidera Partii Pracy i został nominowany na kandydata ugrupowania w wyborach premiera. W tym czasie partia zawarła porozumienie wyborcze z ugrupowaniami Meimad i Geszer, tworząc sojusz Jeden Izrael (Yisrael Ahad). Barak zwyciężył w wyborach na szefa rządu, a Jisra’el Ahad zdobył największą liczbę miejsc w Knesecie. Była ona jednak stosunkowo nieduża, wynosząca tylko 26 mandatów.
Barak utworzył koalicję rządową wspieraną przez 75 członków parlamentu, razem z Szasem, Merecem, Narodową Partię Religijną i Zjednoczonym Judaizemem Tory. Porozumienie zawarte z partiami religijnymi (NPR, Szas i Zjednoczony Judaizm Tory) wywołało spory z antyklerykalnym Merecem, który wkrótce potem opuścił koalicję (w wyniku sporu z Szasem o stanowisko wiceministra edukacji). Reszta partii wyszła z rządu tuż przed rozmowami w Camp David w 2000 roku. Po zamieszkach w październiku 2000 roku i wybuchu Drugiej Intifady Barak zrezygnował 10 grudnia 2000 r. ze stanowiska szefa rządu. Później przegrał w lutym 2001 w wyborach na premiera z Arielem Szaronem i zrezygnował z przywództwa w ugrupowaniu. Jednakże Partia Pracy weszła w skład gabinetu Szarona po tym, jak sformował on Rząd Jedności Narodowej (Likud, Partia Pracy, Szas, Jisra’el ba-Alijja i Zjednoczony Judaizm Tory). Otrzymała nawet jedne z najważniejszych stanowisk rządowych: Peres (nowy tymczasowy lider partii) został ministrem spraw zagranicznych, a Binjamin Ben Eli’ezer – ministrem obrony. Ministrem bez teki został także Salih Tarif – pierwszy w izraelskim rządzie Druz.
Pod koniec 2001 roku Ben-Eli’ezer został wybrany na lidera Partii Pracy, uzyskując 50,8% głosów w wewnątrzpartyjnych wyborach i pokonując Awrahama Burga (ówczesnego speakera Knesetu). Został on pierwszym sefardyjskim przywódcą ugrupowania w jego historii. Partia Pracy poparła operację Ochronna Tarcza przeprowadzoną w kwietniu 2002 przeciwko palestyńskim terrorystom na Zachodnim Brzegu. Spowodowało to ostrą wewnątrzpartyjną krytykę, Peres i Ben-Eli’ezer zostali nawet nazwani „marionetkami” Szarona. W wyniku protestu członków rządu z Partii Pracy odnośnie do przeznaczenia większych funduszy na rozbudowę osiedli żydowskich na Zachodnim Brzegu, ugrupowanie to wyszło z rządu w listopadzie 2002 roku.
Tuż przed wyborami parlamentarnymi w 2003 roku, liderem partii został Amram Micna. Uzyskał on 53,92% głosów pośród członków Partii Pracy, pokonując Ben-Eli’ezera (38,17%) i Chajjima Ramona (7,24%). Mitzna został jednym z twórców programu wyborczego, postulującego m.in. jednostronne wycofanie się ze Strefy Gazy. Partia Pracy poniosła jednak spektakularną porażkę, uzyskując tylko 19 miejsc w 120-osobowym Knesecie (najgorszy wynik w historii), podczas gdy Likud Szarona otrzymał aż 38 mandatów (liczba ta wzrosła do 40, gdy połączyła się z nim partia Yisrael BaAliya). Wkrótce potem, ze względu na wewnątrzpartyjną opozycję, Mitzna zrezygnował z przywództwa i został zastąpiony tymczasowo przez Szimona Peresa. Ku zdziwieniu wielu Szaron zaprosił Partię Pracy do wejścia do rządu, chcąc pozyskać jej poparcie dla swojego planu likwidacji osiedli żydowskich w Strefie Gazy. Stało się tak, ponieważ utracił on poparcie ugrupowań prawicowych – Narodowej Partii Religijnej i Unii Narodowej. Partia Pracy otrzymała pięć tek ministerialnych, dwa stanowiska ministra bez teki, a Peres został wicepremierem.

### Wybory w 2006 roku i przywództwo Pereca
8 listopada 2005 roku Peres przegrał w wewnątrzpartyjnych wyborach na lidera ugrupowania z lewicowym liderem związkowym Amirem Perecem. Miał on zamiar przywrócić bardziej lewicową orientację polityczną Partii Pracy – z tego powodu wyprowadził ją z koalicji rządowej. Z tego powodu rząd Szarona upadł, a nowe wybory w marcu 2006 roku stały się faktem. 30 listopada 2005 r. Szimon Peres ogłosił decyzję o wystąpieniu ze swego starego ugrupowania i udzieleniu poparcia premierowi, tworzącemu nową, centrową partię – Kadimę. Krótko przed wyborami Szaron zapadł w śpiączkę, a jego miejsce zajął Ehud Olmert. W wyborach w 2006 r. Partia Pracy zajęła drugie miejsce (20 mandatów), za Kadimą (29 miejsc w Knesecie). Amir Perec został ministrem obrony w rządzie Olmerta, a jego ugrupowanie otrzymało ponadto sześć ministerialnych tek.
Popularność Pereca, jak również całego rządu zaczęła stosunkowo szybko słabnąć. Było to związane m.in. z kryzysem izraelsko-libańskim w 2006 roku, jak również działaniami wojsk izraelskich skierowanych przeciwko Hamasowi, prowadzonych w Strefie Gazy. W wyniku ataku lotnictwa na Kanę w Libanie, w którym zginęło wiele dzieci, arabski deputowany do Knesetu, Ibrahim Sarsur nazwał Pereca mordercą dzieci. Inny Arab w izraelskim parlamencie, Ahmad at-Tajjibi powiedział do niego natomiast jesteś człowiekiem wojny, nie jesteś już człowiekiem pokoju.
Partia Pracy znalazła się w niełatwym położeniu także z powodu wejścia do gabinetu 23 października 2006 roku skrajnie prawicowej partii Jisra’el Betenu. Wielu prominentnych członków Partii Pracy wyrażało sprzeciw wobec zasiadania z liderem tego ugrupowania, Awigdorem Liebermanem (który został wicepremierem i ministrem ds. strategicznych), w jednym rządzie. Minister kultury, sportu, nauki i technologii z Partii Pracy, Ofir Pines-Paz powiedział m.in. minister ds. strategicznych to żart. Lieberman sam w sobie jest strategicznym zagrożeniem, i dalej: Zrobię wszystko co w mojej mocy aby zapobiec wejściu tej partii do rządu. Kiedy rząd zgodził się na wejście do niego Jisra’el Betenu, Pines-Paz zrezygnował z posady ministerialnej, twierdząc iż nie ma innego wyjścia, ponieważ w gabinecie znaleźli się ludzie głoszący rasistowskie i antydemokratyczne twierdzenia.

### Barak ponownie liderem partii

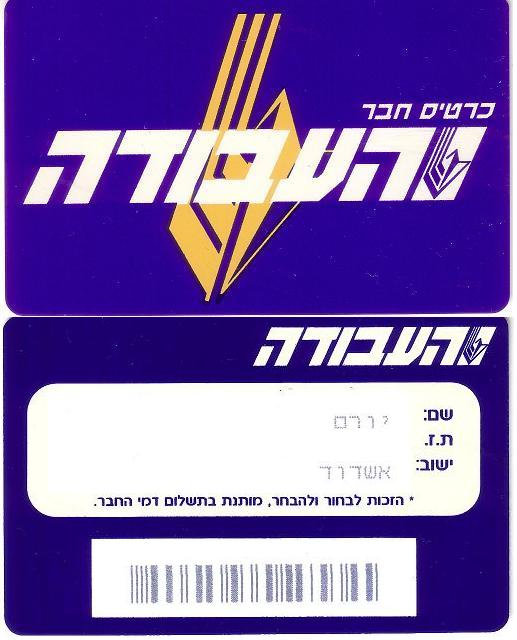
Karta członkowska Partii Pracy

Wkrótce potem na przywódcę partyjnego został wybrany ponownie Ehud Barak (drugie miejsce zajął Ammi Ajjalon), który (pomimo wcześniejszych zapowiedzi) pozostawił partię w koalicji rządowej, a sam został ministrem obrony na miejsce Pereca.
21 września 2008 oskarżany o korupcję Ehud Olmert złożył oficjalną rezygnację ze stanowiska premiera na ręce prezydenta Szimona Peresa. Ten przekazał misję uformowania nowego rządu Cipi Liwni, która została liderem Kadimy. Zgodnie z ustawami zasadniczymi Izraela, w przypadku braku sukcesu po upływie 42 dni od uzyskania nominacji, rozpisywane są nowe wybory. 13 października Kadima i Partia Pracy doszły do porozumienia w sprawie nowej umowy koalicyjnej. Dla osiągnięcia większości parlamentarnej (minimum 61 mandatów) niezbędne stało się pozyskanie także Szas. Liwni ostatecznie nie udało się utworzyć nowej koalicji. Prezydent Peres rozpisał wybory do Knesetu na 10 lutego 2009 roku. Do czasu sformowania nowego rządu po wyborach w 2009 r., premierem pozostał Ehud Olmert.
Na początku grudnia odbyły się wewnątrzpartyjne prawybory, dzięki którym ustalono, jakie nazwiska znajdą się na liście partyjnej ugrupowania, jaką Partia Pracy wystawi podczas wyborów parlamentarnych w 2009 r. Po raz pierwszy jej członkowie mieli głosować przy użyciu nowoczesnych dotykowych ekranów ciekłokrystalicznych, ale awaria elektroniki doprowadziła do przełożenia wyborów. Ostatecznie odbyły się one 4 grudnia 2008 r. – na czołowych miejscach, poza liderem ugrupowania, znaleźli się m.in. Jicchak Herzog, Ofir Pines-Paz, Awiszaj Brawerman, Szelli Jachimowicz, Mattan Wilnaj i Binjamin Ben Eli’ezer. Amir Perec uzyskał 10. miejsce, co postawiło pod znakiem zapytania jego szanse na ponowny wybór w skład Knesetu. Sondaże przedwyborcze wskazywały, że Partia Pracy poniesie dotkliwą klęskę w wyborach w lutym 2009 r. Część z nich przewidywała, że ugrupowanie uzyska jedynie 8-10 mandatów parlamentarnych, a jedno z badań wskazywało nawet na liczbę tylko 6 miejsc w Knesecie. Wielu obserwatorów izraelskiej sceny politycznej podkreśla, że Partia Pracy pod przywództwem Baraka pogrążona była w głębokim kryzysie, a jej popularność wciąż słabła. Sytuacja zmieniła się nieco po rozpoczęciu się pod koniec 2008 r. konfliktu Izraela z Hamasem w Strefie Gazy. Partia Baraka, będącego jednocześnie ministrem obrony, zyskała w sondażach.
W wyniku wyborów na początku 2009 roku, Partia Pracy uzyskała 13 mandatów parlamentarnych (4. wynik wyborczy). Zwycięstwo odniosła Kadima, ale misję tworzenia rządu powierzono liderowi Likudu, Binjaminowi Netanjahu. Zaoferował on Barakowi stanowisko wicepremiera i ponowne objęcie teki ministra obrony w nowym gabinecie. 24 marca oferta ta została zaakceptowana. 31 marca 2009 r. rząd Netanjahu został zaprzysiężony – przedstawiciele Partii Pracy objęli w nim kierownictwo pięciu resortów: obrony (Barak), rolnictwa i rozwoju wsi (Szalom Simchon), przemysłu, handlu i pracy Binjamin Ben Eli’ezer, mniejszości (Awiszaj Brawerman) i opieki społecznej (Jicchak Herzog).

### Rozłam w 2011 i wybory 2013

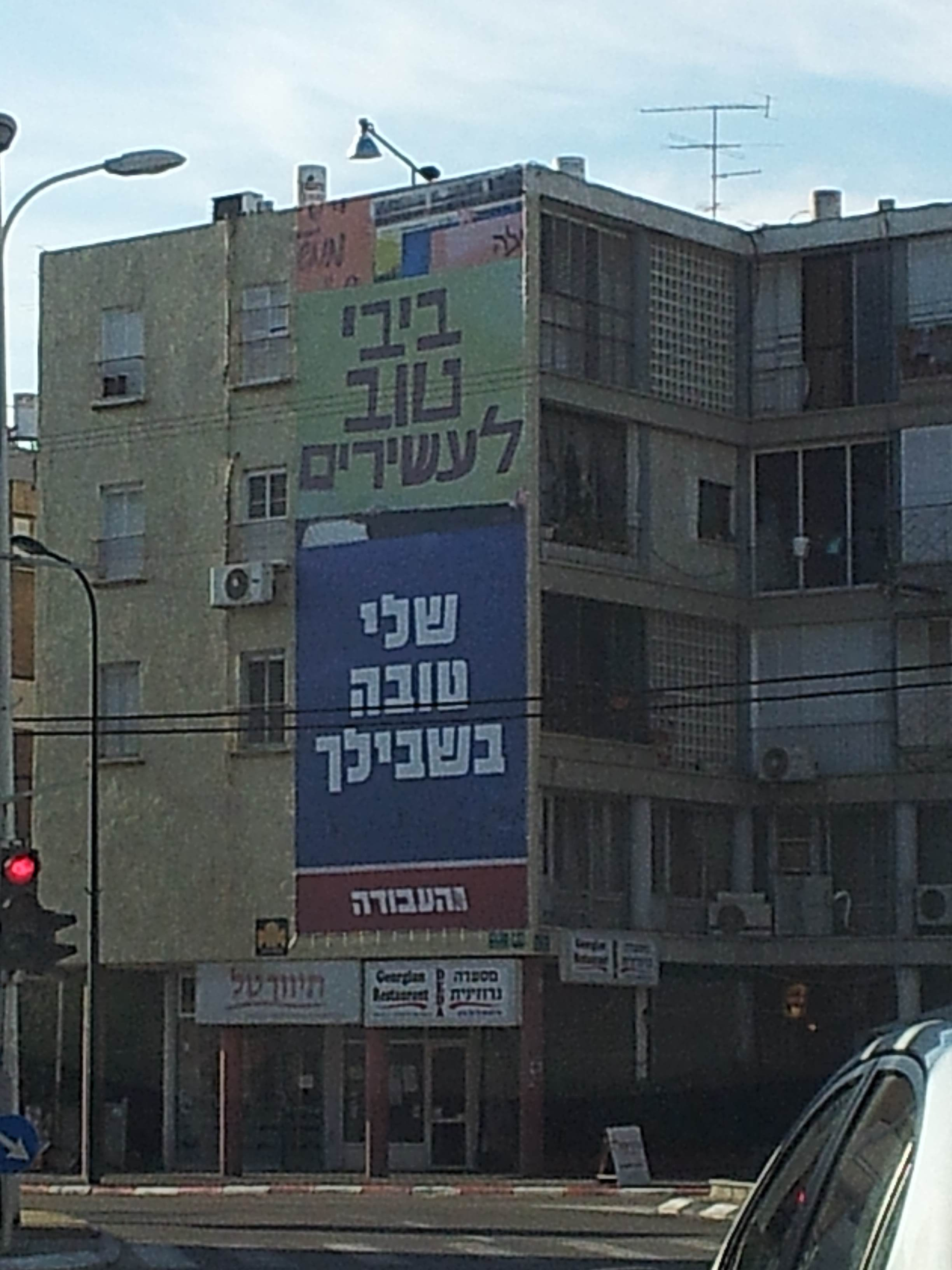
Plakat wyborczy Partii Pracy przed wyborami w 2013

Po dwóch latach uczestnictwa w rządzie Netanjahu, w Partii Pracy narastało rozczarowanie jego poczynaniami, zwłaszcza odnośnie do braku postępów w procesie pokojowym. Zdania tego nie podzielał Ehud Barak, który 17 stycznia 2011 odszedł z Partii Pracy i, wraz z czterema innymi członkami Knesetu, założył nową „centrową, syjonistyczną i demokratyczną” partię. Została ona nazwana Niepodległość (Ha-Atzma’ut). Ugrupowanie pozostało w koalicji rządowej. W wyniku tego rozłamu, rezygnację złożyli wszyscy ministrowie z ramienia Partii Pracy w rządzie Netanjahu.
Dwa dni po rozłamie, grupa prominentnych izraelskich biznesmenów, jak również osób ze świata kultury i nauki (m.in. Erel Margalit, założyciel Jerusalem Venture Partners) powołało do życia ruch „Teraz Praca”, mający na celu wskrzeszenie Partii Pracy w dawnym kształcie i znaczeniu. Ich zdaniem, ugrupowanie powinno wyłonić nowe, dynamiczne przywództwo, dzięki czemu mogłoby wrócić do walki o wartości socjalne.
22 września 2011 nowym szefem Partii Pracy została Szelli Jachimowicz, która pokonała w wewnątrzpartyjnych wyborach Amira Pereca, uzyskując 54 proc. głosów. Tym samym została drugą kobietą na czele tego ugrupowania od czasu Goldy Meir. Gdy w maju 2012 powstał kolejny rząd Netanjahu, w skład którego weszła również Kadima, Partia Pracy została największym ugrupowaniem opozycyjnym. Jachimowicz została liderem opozycji. Sprawowała tę funkcję przez 70 dni, do czasu aż Kadima opuściła rząd, stając się ponownie największą partią w opozycji.
Przywódczyni Partii Pracy podkreślała znaczenie kwestii socjalnych, mniejszy nacisk kładąc na kwestie związane z bezpieczeństwem państwa. Tematy te znalazły się w centrum zainteresowania opinii publicznej w Izraelu podczas społecznych protestów w 2011 r., zwiększając popularność ugrupowania. Przed wyborami parlamentarnymi w 2013 wiele sondaży wskazywało, że Partia Pracy może uzyskać nawet 20 miejsc w Knesecie (co dawałoby jej pozycję drugiego ugrupowania w parlamencie). Korzystne dla niej były również deklaracje ze stycznia 2012 No’ama Szalita (ojca Gilada Szalita) oraz byłego szefa Jednostki Śledczej ds. Przestępczości Międzynarodowej Moszego Mizrachiego o wstąpieniu do tej partii. Tendencja ta odwróciła się jednak nieco później, wraz z deklaracją Ja’ira Lapida o zaangażowaniu się w politykę.
W wyniku wyborów 22 stycznia 2013, Partia Pracy uzyskała 15 miejsc w Knesecie. Stała się trzecią siłą w parlamencie (za Likudem i Jesz Atid), zwiększając swój stan posiadania o 7 parlamentarzystów. Jachimowicz próbowała zablokować stworzenie rządu przez lidera zwycięskiego bloku, Netanjahu, rozpoczynając rozmowy na temat stworzenia centrolewicowej koalicji, bez Likudu i Jisra’el Betenu. Lider Jesz Atid, jednak lider drugiej partii w Knesecie, Ja’ir Lapid oświadczył, że nie wejdzie do rządu stworzonego tylko po to, aby uniemożliwić Netanjahu sprawowanie władzy. Partia Pracy pozostała więc w opozycji.
22 listopada 2013 Jachimowicz została pokonana w przedterminowych wyborach wewnątrzpartyjnych przez Jicchaka Herzoga. Zwyciężył on stosunkiem głosów 58,5 do 41,5 procent.

### Wybory w 2015
Pod koniec 2014 w rządzie Binjamina Netanjahu zaczęły narastać napięcia między partnerami tworzącymi koalicję w sprawach takich jak budżet na 2015 rok, wysokie koszty życia, polityka wobec Palestyńczyków, a zwłaszcza zaproponowanej przez premiera kontrowersyjnej ustawy, która określiłaby Izrael jako „państwo narodowe” narodu żydowskiego. 2 grudnia 2014 premier Netanjahu zdymisjonował dwoje ministrów, liderów koalicyjnych centrowo-liberalnych ugrupowań: Ja’ira Lapida (partia Jest Przyszłość) oraz Cippi Liwni (partia Ruch), zarzucając im „spiskowanie”, „podważanie jego pozycji” i „nieustające ataki z wnętrza rządu”. Efektem kryzysu rządowego był wniosek o skrócenie kadencji Knesetu, która normalnie trwałaby do 2017.
10 grudnia 2014, lider Partii Pracy oraz Cippi Liwni ogłosili wspólnie powstanie sojuszu wyborczego przed wyborami. Nowy podmiot uzyskał nazwę Unia Syjonistyczna.
W wyniku wyborów parlamentarnych w Izraelu, przeprowadzonych 17 marca 2015, Unia Syjonistyczna wprowadziła do Knesetu łącznie 24 deputowanych (w tym 19 członków parlamentu będących członkami Partii Pracy), zajmując drugie miejsce. Zwycięstwo odniósł Netanjahu (Likud zagwarantował sobie 30 miejsc w parlamencie).
W wyborach na szefa partii w lipcu 2017 Awi Gabbaj zwyciężył z Amirem Prerecem. Gabbaj był debiutantem w partii, w której szeregach znalazł się ledwie pół roku wcześniej po opuszczeniu My Wszyscy, z ramienia którego w latach 2015–2016 piastował funkcję ministerialną w IV rządzie Netanjahu.

### Wybory w 2019
W wyborach parlamentarnych w kwietniu 2019 roku laburzyści wystartowali osobno z Awim Gabbajem jako liderem listy. Ugrupowanie osiągnęło najgorszy wynik w historii – zajęło 6 miejsce zdobywając 191 323 głosów (4,44%). Przełożyło się to na zaledwie 6 mandatów w Knesecie XXI kadencji.
Gabbaj ogłosił rezygnację ze stanowiska przewodniczącego. W wyborach na nowego lidera laburzystów wystartowało troje polityków: Setaw Szafir, Amir Perec i Icik Szmuli. 2 lipca ogłoszono, że nowym przewodniczącym został Perec, który uzyskał 47% głosów, druga była Szafir (26,9%), zaś trzeci Szmuli (26,3%).
W przyśpieszonych wyborach we wrześniu Partia Pracy wystawiło wspólną listę z Geszerem Orli Lewi-Abekasis. Ugrupowanie zajęło 8 miejsce, zdobywając 212 782 głosów (4,80%) i wprowadzając do dwudziestego drugiego Knesetu 6 posłów, z których pięć objęli przedstawiciele Partii Pracy, a szósty Lewi-Abekasis.

## Ideologia

### Dawniej
Mapai ewoluowała od socjalistycznego ruchu „Miłośników Syjonu” (Chowewej Syjon) i ugrupowania propagującego syjonizm socjalistyczny stworzony przez Nachmana Syrkina i Dow Bera Borochowa. W czasie przywództwa Ben Guriona (lata 30., 40. i 50. XX wieku), ugrupowanie skupiło się przede wszystkim na realizacji syjonistycznych założeń – najpilniejszą sprawą było wówczas utworzenie siedziby narodowej dla Żydów.
Po utworzeniu Izraela, Mapai zaangażowała się w budowanie struktur państwowych – utworzenie Sił Obrony Izraela (wraz z jednoczesnym rozbrajaniem pozostałych uzbrojonych grup), promowanie osadnictwa żydowskiego, asymilacją w nowym państwie ponad 1 mln żydowskich imigrantów i tworzenie nowej syjonistycznej izraelskiej kultury jako czynnika jednoczącego wszystkich imigrantów z różnych krajów świata.
Jednocześnie, jeśli chodzi o sprawy związane z bezpieczeństwem, Partia Pracy była bardziej „jastrzębia” niż jest dzisiaj. W czasie jej rządów Izrael brał udział w całym szeregu konfliktów zbrojnych ze swoimi sąsiadami.

### Obecnie
W ostatnich latach, Izraelska Partia Pracy stała się ugrupowaniem o obliczu bardziej centrowym. Pomimo pozostania w strukturach Międzynarodówki Socjalistycznej, w swoim programie postawiła na wartości socjalliberalne, podobne do tych propagowanych przez brytyjską Partię Pracy, kierowaną przez Tony’ego Blaira. W kwestiach związanych z gospodarką, poglądy liderów Awody zbliżyły się bardzo do zapatrywań przywódców np. Likudu czy ugrupowań liberalnych. Również polityka ekonomiczna rządów kierowanych przez polityków Partii Pracy nie różniła się w jakiś znaczący sposób od postępowania szefów rządów pochodzących z głównych konkurencyjnych ugrupowań.
W 2003 roku sytuacja taka wywołała protesty Josiego Beilina i Ja’el Dajan, którzy odeszli z Partii Pracy i weszli w skład niewielkiego lewicowego ugrupowania – Merec.
W listopadzie 2005 roku Amir Perec, dawny lider socjaldemokratycznego Am Echad (które połączyło się z Partią Pracy), został wybrany na lidera partii, pokonując Szimona Peresa. W trakcie kampanii wyborczej w 2006 roku, w programie ugrupowania pojawiły się na głównych miejscach kwestie związane ze sprawami społecznymi i ekonomicznymi. Zakładał on umiarkowanie socjaldemokratyczne reformy (domagając się m.in. podniesienia płacy minimalnej i świadczeń społecznych), co szczególnie ostro różniło go od neoliberalnych postulatów byłego ministra finansów Binjamina Netanjahu z Likudu.
W 2006 roku część prominentnych członków Partii Pracy odeszło z tego ugrupowania, przyłączając się do nowo utworzonej Kadimy. Wśród nich znaleźli się m.in. były lider Szimon Peres, Chajjim Ramon i Dalja Icik.

## Liderzy Izraelskiej Partii Pracy
- Lewi Eszkol 1963–1969 (również przywódca Koalicji Pracy)
- Golda Meir 1969–1974 (również przywódca Koalicji Pracy)
- Icchak Rabin 1974–1977 (również przywódca Koalicji Pracy)
- Szimon Peres 1977–1992 (również przywódca Koalicji Pracy)
- Icchak Rabin 1992–1995
- Szimon Peres 1995–1997
- Ehud Barak 1997–2001
- Binjamin Ben Eli’ezer 2001–2002
- Amram Micna 2002–2003
- Szimon Peres 2003–2005
- Amir Perec 2005–2007
- Ehud Barak 2007–2011
- Szelli Jachimowicz 2011–2013
- Jicchak Herzog 2013–2017
- Awi Gabbaj 2017–2019
- Amir Perec 2019–2021
- Meraw Micha’eli 2021–2024
- Ja’ir Golan od 2024

## Wyniki wyborcze

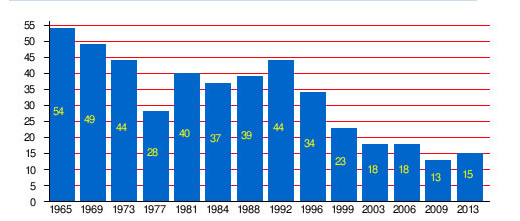
Wyniki wyborcze Partii Pracy w latach 1965-2013

|  | Wybory        | Sojusz                       | Liczba mandatów | Miejsce | Liczba głosów | Procent głosów |
|  | ------------- | ---------------------------- | --------------- | ------- | ------------- | -------------- |
|  | 1965          | Koalicja Pracy (Ma’arach)    | 45              | 1.      | 443 379       | 36,7%          |
|  | 1969          | Koalicja Pracy (Ma’arach)    | 56              | 1.      | 632 035       | 46,2%          |
|  | 1973          | Koalicja Pracy (Ma’arach)    | 51              | 1.      | 621 183       | 39,6%          |
|  | 1977          | Koalicja Pracy (Ma’arach)    | 32              | 2.      | 430 023       | 24,6%          |
|  | 1981          | Koalicja Pracy (Ma’arach)    | 47              | 2.      | 708 536       | 36,6%          |
|  | 1984          | Koalicja Pracy (Ma’arach)    | 44              | 1.      | 724 074       | 34,9%          |
|  | 1988          | Koalicja Pracy (Ma’arach)    | 39              | 2.      | 685 363       | 30,0%          |
|  | 1992          | brak                         | 44              | 1.      | 906 810       | 34,7%          |
|  | 1996          | brak                         | 34              | 1.      | 818 741       | 27,5%          |
|  | 1999          | Jeden Izrael (Jisra’el Ahat) | 26              | 1.      | 670 484       | 20,2%          |
|  | 2003          | Partia Pracy – Meimad        | 19              | 2.      | 455 183       | 14,46%         |
|  | 2006          | Partia Pracy – Meimad        | 19              | 2.      | 472 146       | 15,1%          |
|  | 2009          | brak                         | 13              | 4.      | 334 900       | 9,93%          |
|  | 2013          | brak                         | 15              | 3.      | 432 118       | 11,39%         |
|  | 2015          | Unia Syjonistyczna           | 24              | 2.      | 786 075       | 18,67%         |
|  | kwiecień 2019 | brak                         | 6               | 6.      | 190 870       | 4,43%          |
|  | wrzesień 2019 | Partia Pracy-Geszer          | 6               | 8.      | 212 782       | 4,80%          |
|  | 2020          | Partia Pracy-Geszer-Merec    | 7               | 6.      | 267 480       | 5,83%          |
|  | 2021          | brak                         | 7               | 6.      | 268 767       | 6,09%          |

## Posłowie w dziewiętnastym Knesecie
- Szelli Jachimowicz
- Jicchak Herzog
- Etan Kabel
- Meraw Micha’eli
- Binjamin Ben Eli’ezer
- Jechi’el Bar
- Omer Bar-Lew
- Setaw Szafir
- Awiszaj Brawerman
- Erel Margalit
- Icik Szmuli
- Miki Rosenthal
- Michal Biran
- Nachman Szaj
- Mosze Mizrachi